# Linia kolejowa Mikulovice – Zlaté Hory
Linia kolejowa Mikulovice – Zlaté Hory – linia kolejowa w Czechach, biegnąca przez kraj ołomuniecki, od Mikulovic do miejscowości Zlaté Hory.

## Galeria

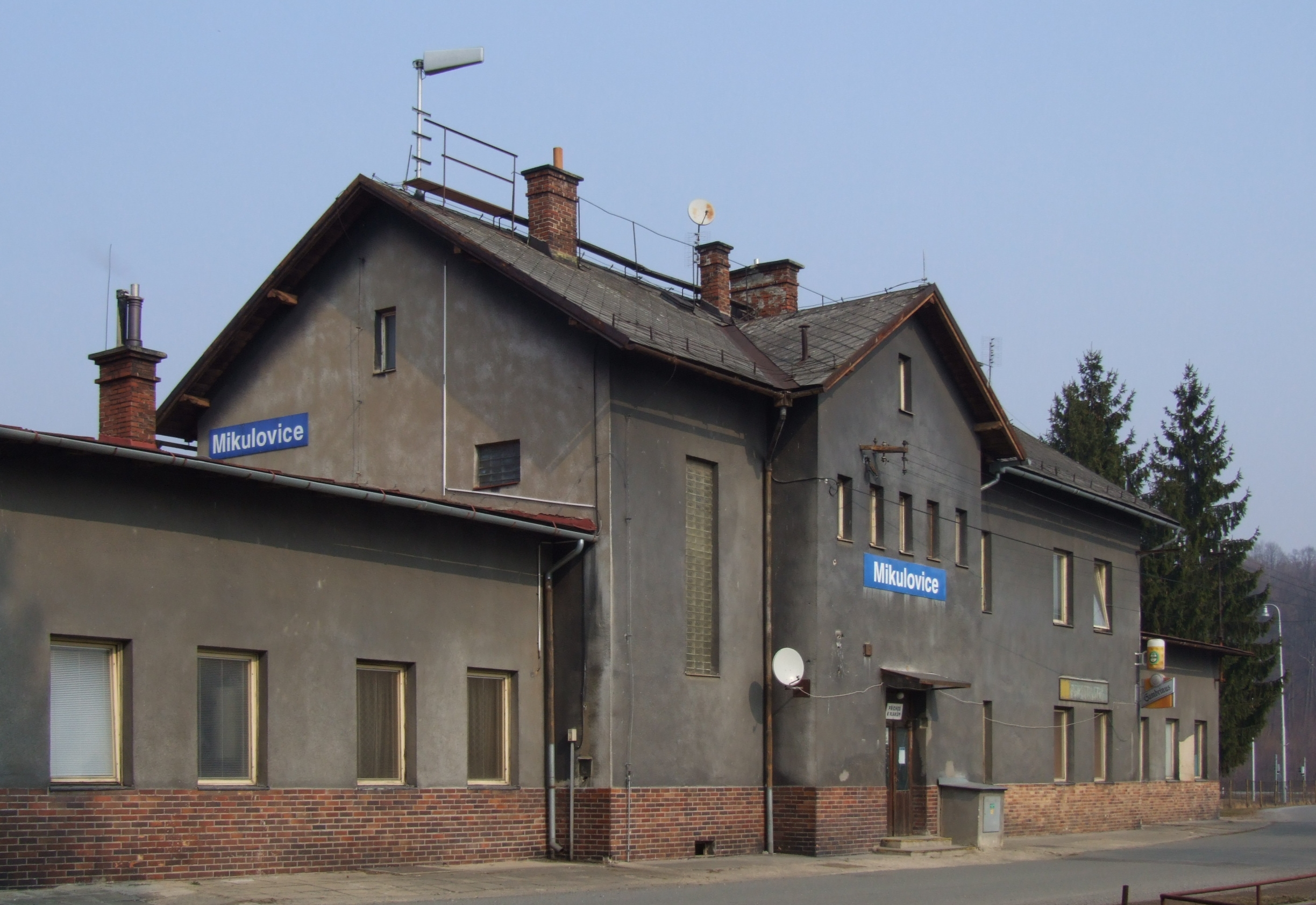
Mikulovice
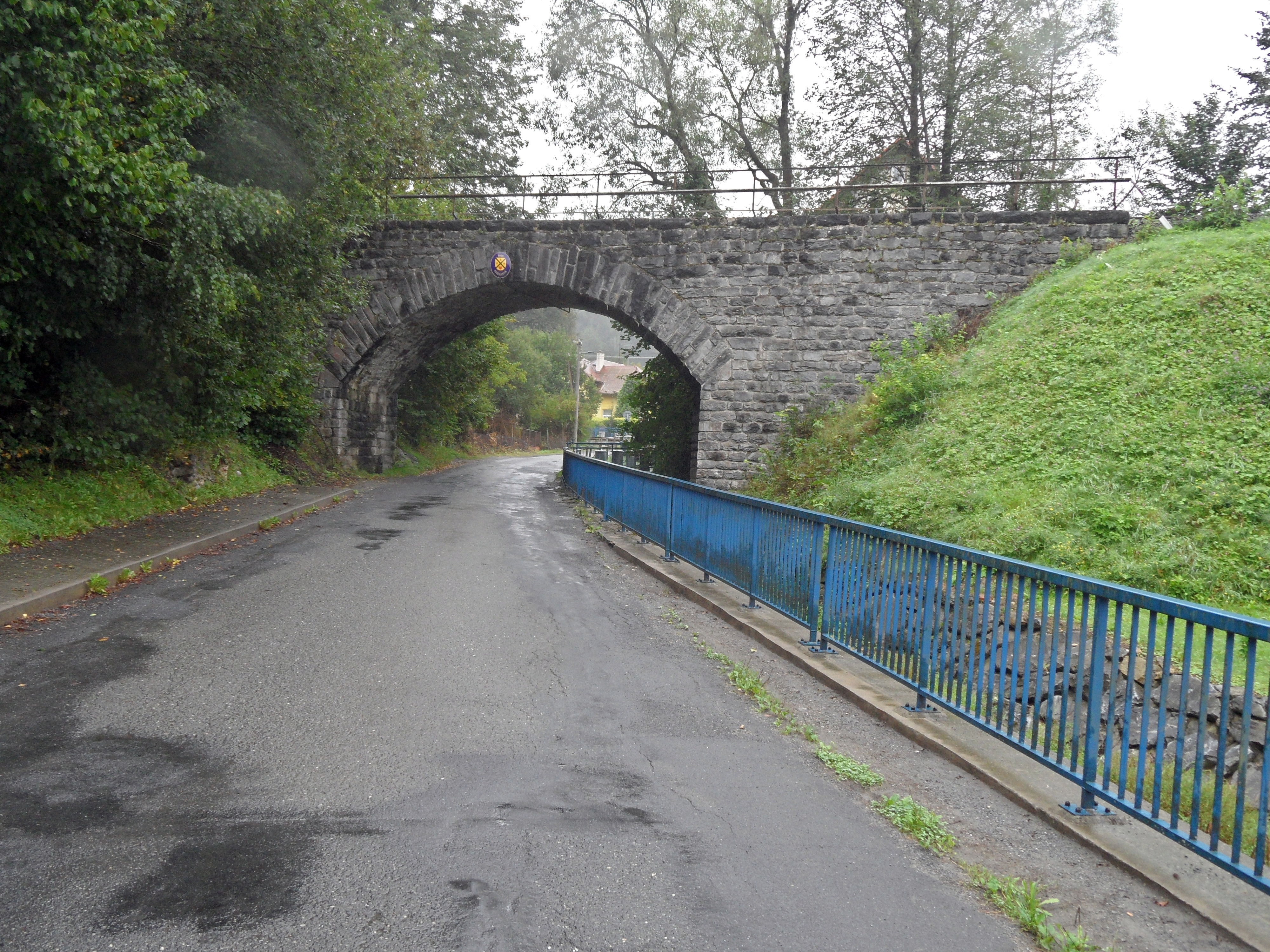
Wiadukt kolejowy (Ondřejovice)
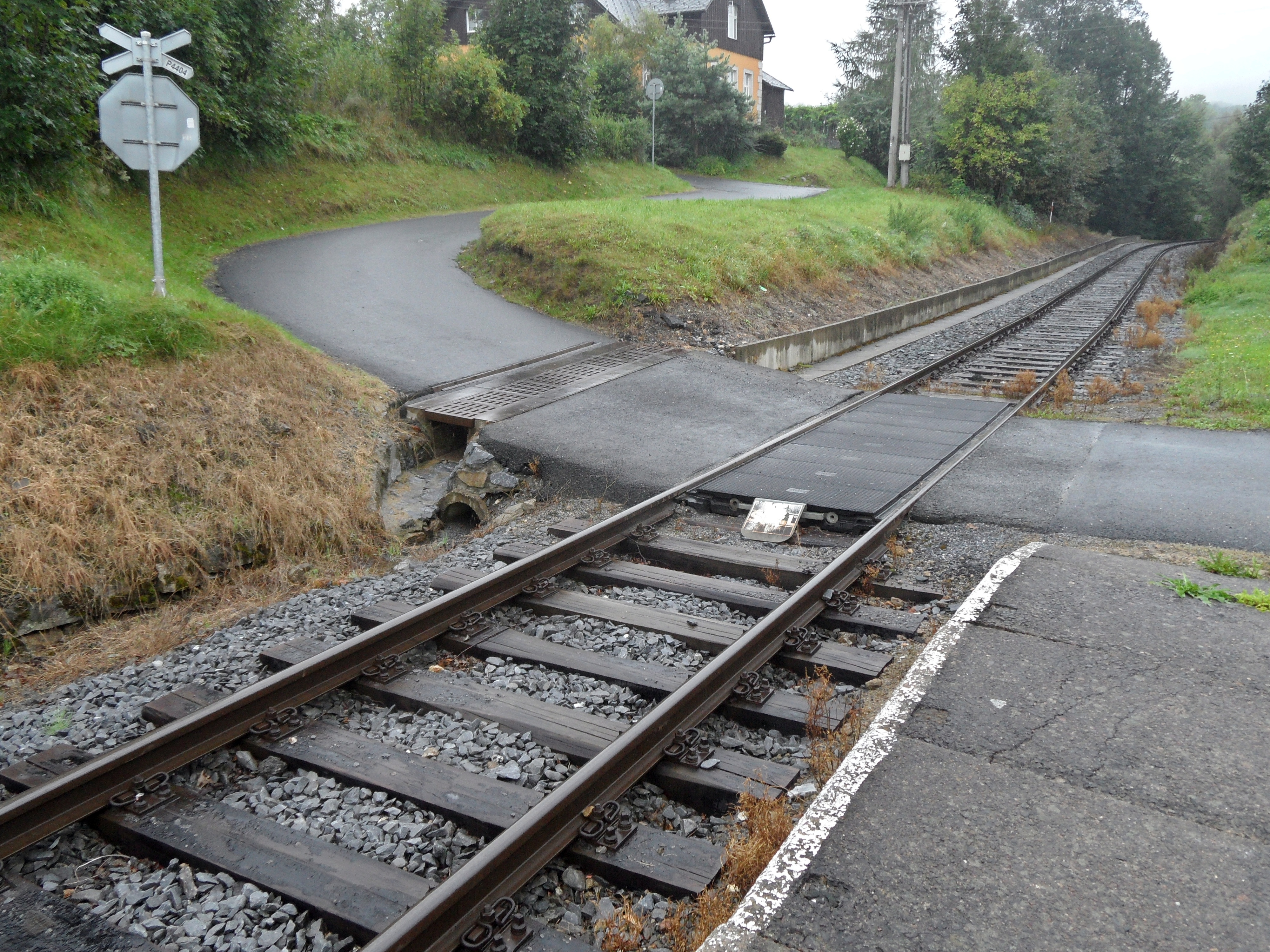
Przejazd kolejowo-drogowy (Ondřejovice)